# Mesquita de Çamlıca
La Mesquita de Çamlıca ( {{{2}}} (?·pàg.) ) és una mesquita situada al districte d'Üsküdar, a la banda asiàtica d'Istanbul, al cim del pujol homònim que és un dels més alts de la ciutat. La inauguraren el 3 de maig del 2019.
És una de les mesquites més grans de l'estat, amb sis minarets i una capacitat per a 63.000 persones. Els seus minarets més alts fan 107,1 metres, a més d'una cúpula de 34 m de diàmetre. El lloc de culte es complementa amb un museu, estudis d'artistes, una biblioteca o una sala de conferències.

## L'arquitectura d'una mesquita imperial

### Construcció
El lliurament de la mesquita s'havia programat per a mitjans del 2016. La inauguració, en acabant, se'n feu al maig del 2019. Els seus arquitectes són Bahar Mızrak i Hayriye Gül Totu.

### Organització general
Els seus minarets llargs i prims anomenats "en llapis" i la mida i l'alçada de la cúpula principal, a la qual s'afegeixen mitges parelles laterals que descendeixen en cascada, la situen en l'estil otomà inspirat en l'arquitectura religiosa romana d'Orient, i perfeccionat sobretot per l'arquitecte Mimar Sinan sota el regnat de Solimà el Magnífic al segle XVI.

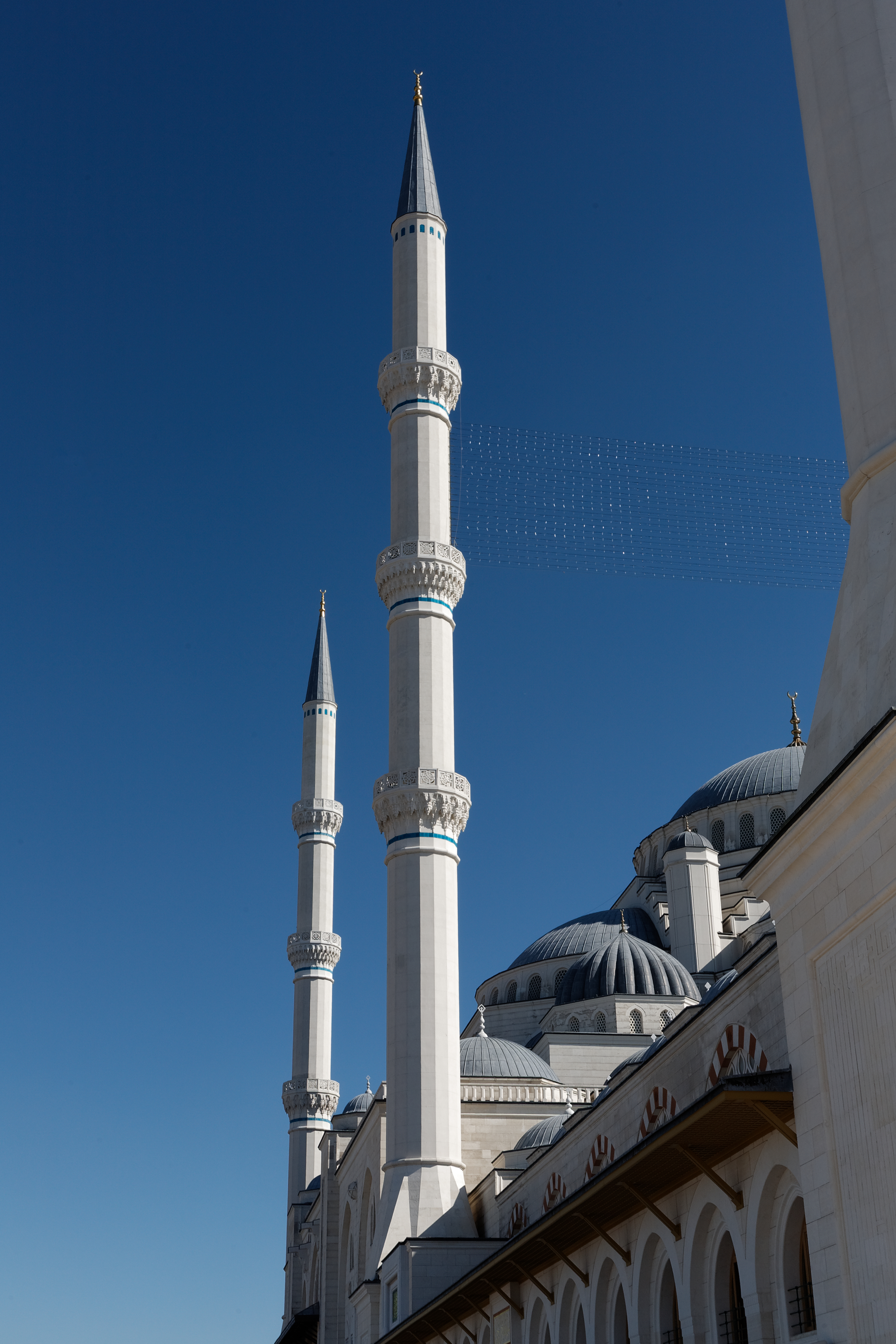
Cúpules i minarets en cascada de la cara oriental de la mesquita
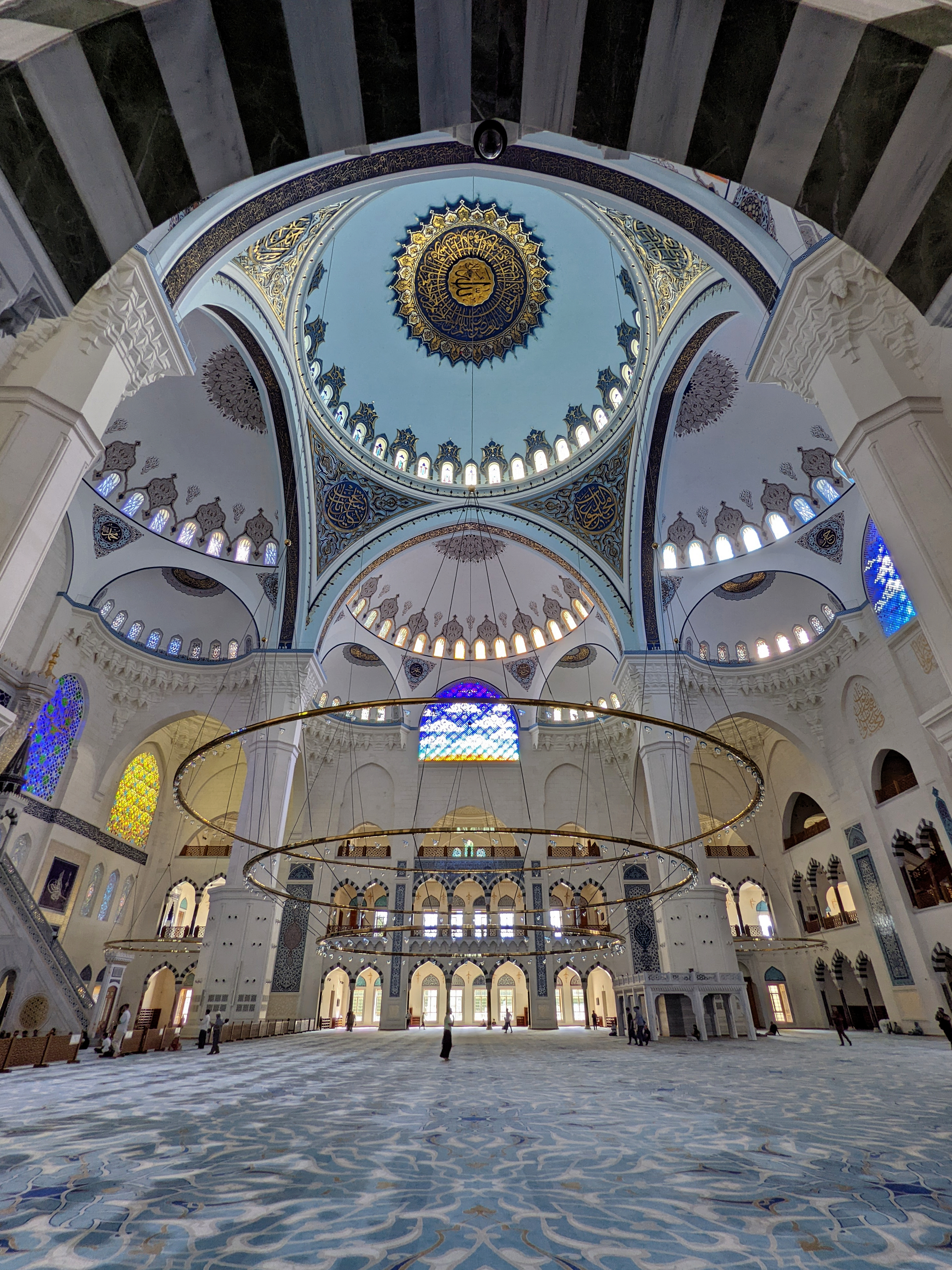
Interior de la mesquita de Çamlıca

La mesquita de Çamlıca té la particularitat de tenir un gran pati d'entrada tancat, anomenat en turc avlu, que és un privilegi de les mesquites imperials».

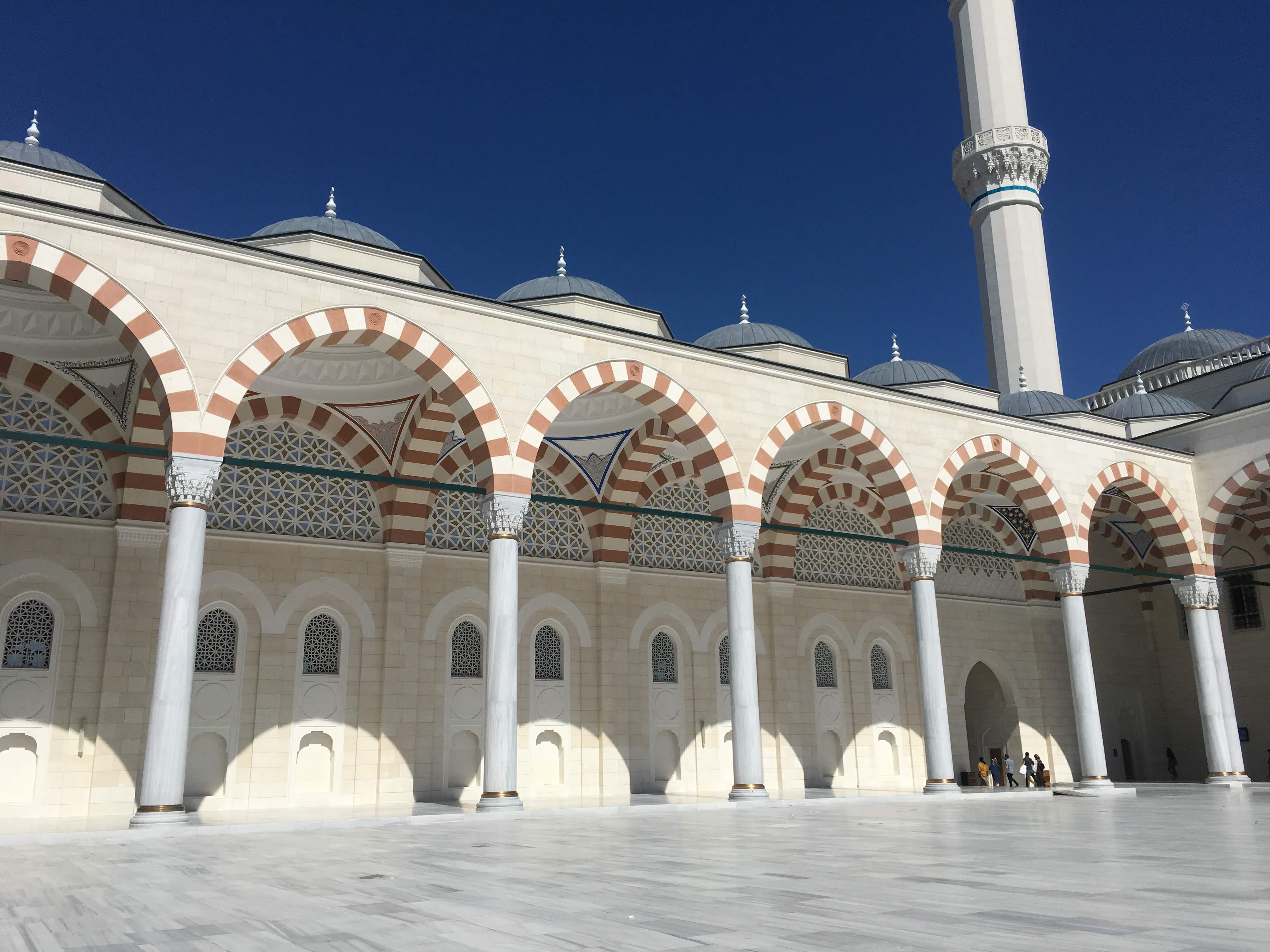
Pati de la mesquita Büyük Çamlıca

A més, així com la majoria de mesquites turques només tenen un minaret, les mesquites més grans en tenen dos, o fins i tot quatre per a les mesquites imperials. La Mesquita del soldà Ahmet o Mesquita Blava d'Istanbul fou des de la seua construcció a principis del segle XVII l'única que en tenia sis, abans que es construís la Mesquita de Çamlıca.

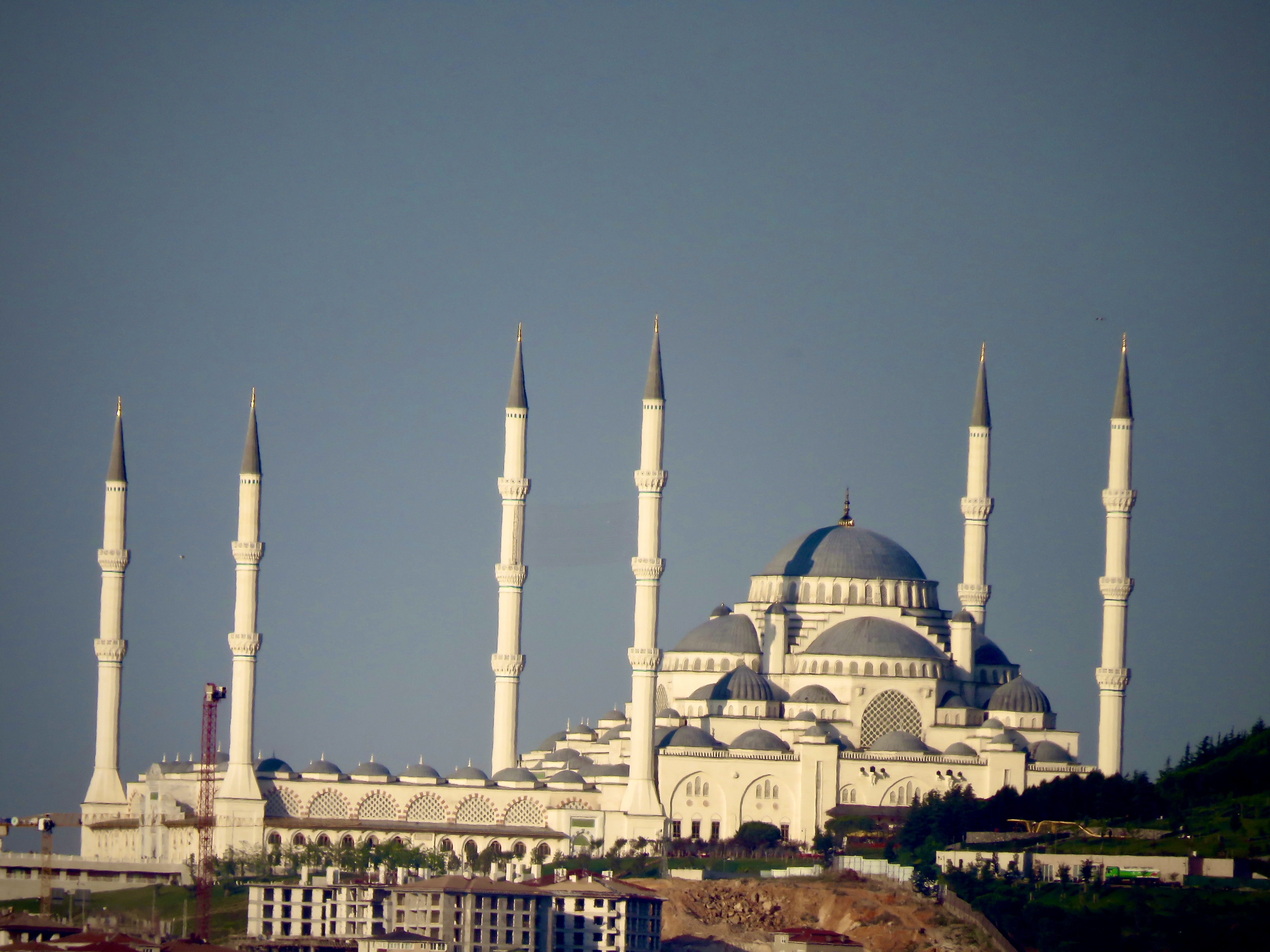
Els sis minarets "en llapis" de la mesquita

## Un símbol de la Turquia d'Erdogan
Aquestes referències a l'arquitectura otomana pretenen, malgrat la fi de l'imperi, situar la mesquita en l'estela d'altres mesquites il·lustres com la de Beyazit II d'Istanbul o la de Selimiye d'Edirne. Aquestes eleccions arquitectòniques s'inclouen en l'anomenat gir polític actual "neotomà" del règim polític des del 2002. Des d'aquest punt de vista, la Mesquita de Çamlıca es pot contrastar amb la de Sancaklar “amb línies ultracontemporànies" de l'arquitecte Emre Arolat, construïda l'any 2013 al districte de Büyükçekmece d'Istanbul, que proposa amb uns anys de diferència un altre camí arquitectònic que encara no s'ha dut a terme.
La mesquita de Çamlıca és una fita, un geosímbol pensat com un marcador paisatgístic i arquitectònic tant per a la ciutat d'Istanbul com per al règim de l'AKP. El geògraf Jean-François Pérouse la qualifica de «rendiment tecnicosimbòlic» del règim polític per tal de proporcionar a la «Nova Turquia» una "megamesquita" que esdevindrà la nova Santa Sofia.
Amb aquest propòsit, es va edificar al pujol més alt del barri de Çamlıca, del districte d'Üsküdar. Així, és visible des de gran part de la ciutat, i sobretot des del vessant europeu, i marca amb la seua forma l'horitzó de la banda asiàtica al costat de la torre de transmissió Küçük Çamlıca, que es va construir alhora, per substituir l'antiga torre TRT.

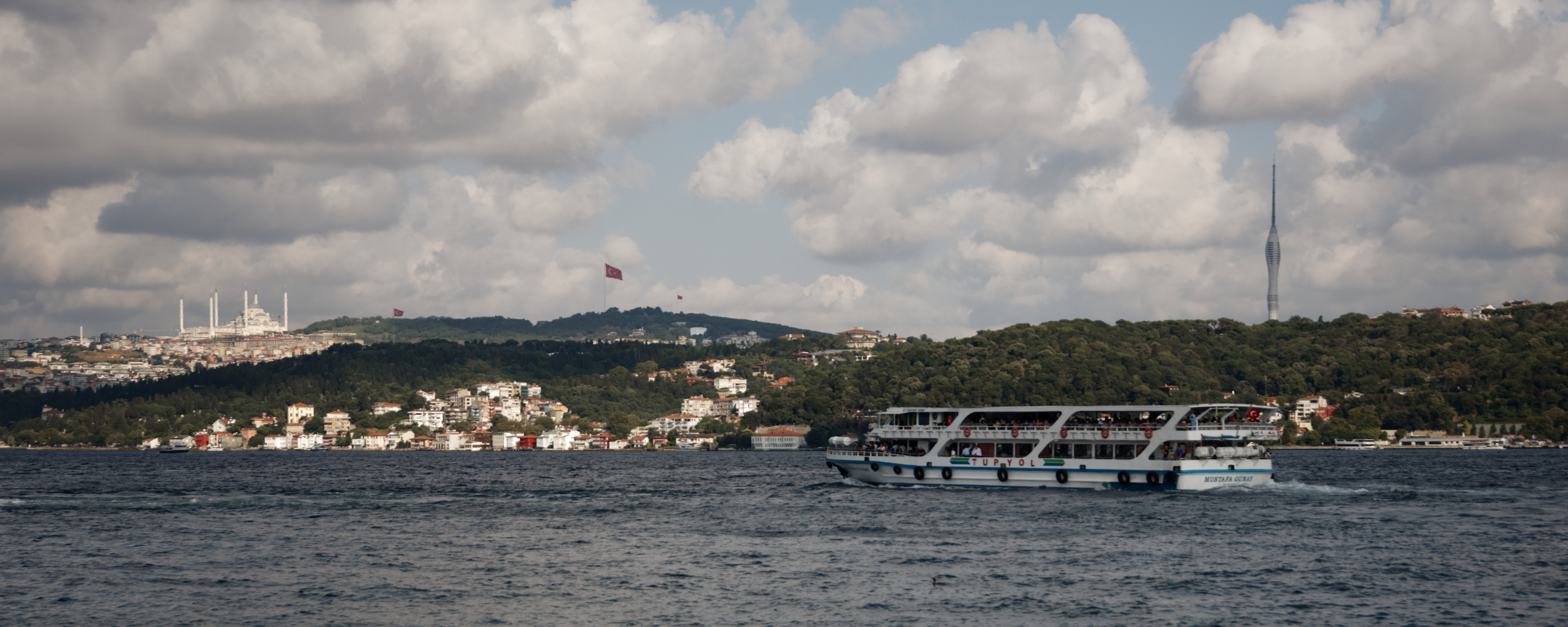
Fotografia panoràmica de la part asiàtica d'Istanbul feta des del moll del ferri del districte de Beşiktaş, a la part europea. En primer pla, el Bòsfor per on navega un vapor d'Istanbul. Al fons, els espais i parcs urbanitzats del barri d'Üsküdar a la banda asiàtica del Bòsfor. En tercer pla, als cims dels turons de Çamlıca, i d'esquerra a dreta: la gran Mesquita de Çamlıca inaugurada el 2019; una gran bandera turca muntada en un pal d'unes desenes de metres d'alçada; i la nova torre de telecomunicacions i radiodifusió inaugurada el 2021

Els 107,1 metres d'altura dels minarets més grans evoquen la batalla de Mantziciert, una victòria dels turcs seljúcides contra l'Imperi Romà d'Orient del 1071, considerada com el fet fundacional de l'ocupació per part dels turcs d'Anatòlia, i forma part de l'imaginari nacional igual que la data del 1453. Així, la Turquia d'Erdogan vol formar part de la continuïtat d'una història concebuda com a gloriosa.